# Pedro de Ribadeneira

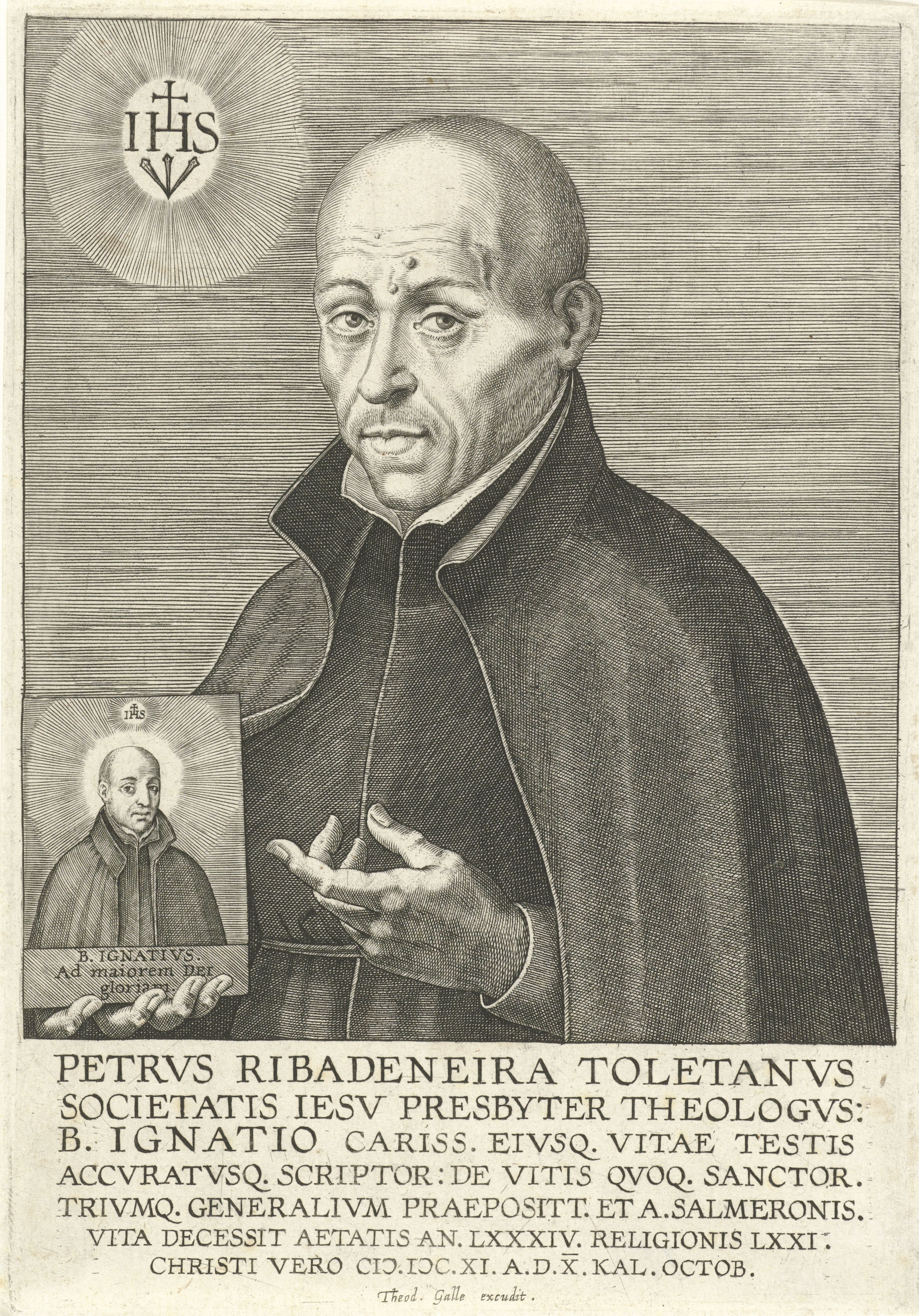
Pedro de Ribadeneira

Pedro de Ribadeneyra  (Toledo, 1526 - Madrid, 1611) foi um biógrafo, historiador da igreja e escritor ascético  do Século de Ouro Espanhol.